# مدار ۵۷ درجه شمالی
مدار ۵۷ درجه شمالی، دایره‌ای از عرض جغرافیایی است که در ۵۷ درجهٔ شمالی خط استوا  قرار دارد.

## گذر از مناطق
از نصف‌النهار مبدأ شروع می‌شود و به سمت مشرق ۵۷ درجه شمالی از موارد زیر گذر می‌کند:
| مختصات‌ها                                             | کشور، قلمرو یا دریا | توضیحات                                                        |
| ---------------------------------------------------- | ------------------- | -------------------------------------------------------------- |
| ۵۷°۰′ شمالی ۰°۰′ شرقی / ۵۷٫۰۰۰°شمالی ۰٫۰۰۰°شرقی      | دریای شمال          |                                                                |
| ۵۷°۰′ شمالی ۸°۲۶′ شرقی / ۵۷٫۰۰۰°شمالی ۸٫۴۳۳°شرقی     | دانمارک             | North Jutlandic Island و یوتلاند mainland                      |
| ۵۷°۰′ شمالی ۱۰°۲۱′ شرقی / ۵۷٫۰۰۰°شمالی ۱۰٫۳۵۰°شرقی   | کاتگات              |                                                                |
| ۵۷°۰′ شمالی ۱۲°۲۱′ شرقی / ۵۷٫۰۰۰°شمالی ۱۲٫۳۵۰°شرقی   | سوئد                |                                                                |
| ۵۷°۰′ شمالی ۱۶°۳۲′ شرقی / ۵۷٫۰۰۰°شمالی ۱۶٫۵۳۳°شرقی   | Kalmar Strait       |                                                                |
| ۵۷°۰′ شمالی ۱۶°۴۷′ شرقی / ۵۷٫۰۰۰°شمالی ۱۶٫۷۸۳°شرقی   | سوئد                | جزیرهٔ اولاند                                                   |
| ۵۷°۰′ شمالی ۱۶°۵۵′ شرقی / ۵۷٫۰۰۰°شمالی ۱۶٫۹۱۷°شرقی   | دریای بالتیک        |                                                                |
| ۵۷°۰′ شمالی ۱۸°۱۳′ شرقی / ۵۷٫۰۰۰°شمالی ۱۸٫۲۱۷°شرقی   | سوئد                | جزیرهٔ گوتلاند                                                  |
| ۵۷°۰′ شمالی ۱۸°۲۴′ شرقی / ۵۷٫۰۰۰°شمالی ۱۸٫۴۰۰°شرقی   | دریای بالتیک        |                                                                |
| ۵۷°۰′ شمالی ۲۱°۲۲′ شرقی / ۵۷٫۰۰۰°شمالی ۲۱٫۳۶۷°شرقی   | لتونی               |                                                                |
| ۵۷°۰′ شمالی ۲۳°۳۲′ شرقی / ۵۷٫۰۰۰°شمالی ۲۳٫۵۳۳°شرقی   | خلیج ریگا           |                                                                |
| ۵۷°۰′ شمالی ۲۳°۵۴′ شرقی / ۵۷٫۰۰۰°شمالی ۲۳٫۹۰۰°شرقی   | لتونی               | گذرکردن از شمال ریگا                                           |
| ۵۷°۰′ شمالی ۲۷°۴۳′ شرقی / ۵۷٫۰۰۰°شمالی ۲۷٫۷۱۷°شرقی   | روسیه               |                                                                |
| ۵۷°۰′ شمالی ۱۳۸°۴۵′ شرقی / ۵۷٫۰۰۰°شمالی ۱۳۸٫۷۵۰°شرقی | دریای اختسک         |                                                                |
| ۵۷°۰′ شمالی ۱۵۶°۳۱′ شرقی / ۵۷٫۰۰۰°شمالی ۱۵۶٫۵۱۷°شرقی | روسیه               | شبه‌جزیره کامچاتکا                                              |
| ۵۷°۰′ شمالی ۱۶۲°۵۱′ شرقی / ۵۷٫۰۰۰°شمالی ۱۶۲٫۸۵۰°شرقی | دریای برینگ         | گذرکردن از جنوب Saint Paul Island, آلاسکا, ایالات متحده آمریکا |
| ۵۷°۰′ شمالی ۱۵۸°۴۰′ غربی / ۵۷٫۰۰۰°شمالی ۱۵۸٫۶۶۷°غربی | ایالات متحده آمریکا | آلاسکا - شبه جزیره آلاسکا                                      |
| ۵۷°۰′ شمالی ۱۵۶°۳۳′ غربی / ۵۷٫۰۰۰°شمالی ۱۵۶٫۵۵۰°غربی | اقیانوس آرام        | خلیج آلاسکا                                                    |
| ۵۷°۰′ شمالی ۱۵۴°۳۲′ غربی / ۵۷٫۰۰۰°شمالی ۱۵۴٫۵۳۳°غربی | ایالات متحده آمریکا | آلاسکا - جزیره کودیاک و Sitkalidak Island                      |
| ۵۷°۰′ شمالی ۱۵۳°۱۷′ غربی / ۵۷٫۰۰۰°شمالی ۱۵۳٫۲۸۳°غربی | اقیانوس آرام        | خلیج آلاسکا                                                    |
| ۵۷°۰′ شمالی ۱۳۵°۵۰′ غربی / ۵۷٫۰۰۰°شمالی ۱۳۵٫۸۳۳°غربی | ایالات متحده آمریکا | آلاسکا - Kruzof Island                                         |
| ۵۷°۰′ شمالی ۱۳۵°۴۵′ غربی / ۵۷٫۰۰۰°شمالی ۱۳۵٫۷۵۰°غربی | Sitka Sound         |                                                                |
| ۵۷°۰′ شمالی ۱۳۵°۱۵′ غربی / ۵۷٫۰۰۰°شمالی ۱۳۵٫۲۵۰°غربی | ایالات متحده آمریکا | آلاسکا - Baranof Island                                        |
| ۵۷°۰′ شمالی ۱۳۴°۴۳′ غربی / ۵۷٫۰۰۰°شمالی ۱۳۴٫۷۱۷°غربی | Chatham Strait      | گذرکردن از جنوب Admiralty Island, آلاسکا, ایالات متحده آمریکا  |
| ۵۷°۰′ شمالی ۱۳۴°۳۰′ غربی / ۵۷٫۰۰۰°شمالی ۱۳۴٫۵۰۰°غربی | Frederick Sound     |                                                                |
| ۵۷°۰′ شمالی ۱۳۴°۰′ غربی / ۵۷٫۰۰۰°شمالی ۱۳۴٫۰۰۰°غربی  | ایالات متحده آمریکا | آلاسکا - Kupreanof Island and the Alaska Panhandle             |
| ۵۷°۰′ شمالی ۱۳۲°۳′ غربی / ۵۷٫۰۰۰°شمالی ۱۳۲٫۰۵۰°غربی  | کانادا              | بریتیش کلمبیا آلبرتا ساسکاچوان مانیتوبا                        |
| ۵۷°۰′ شمالی ۸۹°۵۴′ غربی / ۵۷٫۰۰۰°شمالی ۸۹٫۹۰۰°غربی   | خلیج هودسن          | گذرکردن از شمال Belcher Islands, نوناووت, کانادا               |
| ۵۷°۰′ شمالی ۷۶°۴۲′ غربی / ۵۷٫۰۰۰°شمالی ۷۶٫۷۰۰°غربی   | کانادا              | نوناووت - Christie Island کبک نیوفاندلند و لابرادور            |
| ۵۷°۰′ شمالی ۶۱°۲۲′ غربی / ۵۷٫۰۰۰°شمالی ۶۱٫۳۶۷°غربی   | اقیانوس اطلس        |                                                                |
| ۵۷°۰′ شمالی ۷°۳۱′ غربی / ۵۷٫۰۰۰°شمالی ۷٫۵۱۷°غربی     | بریتانیا            | اسکاتلند - جزیرهٔ Barra                                         |
| ۵۷°۰′ شمالی ۷°۲۲′ غربی / ۵۷٫۰۰۰°شمالی ۷٫۳۶۷°غربی     | دریای هبرید         |                                                                |
| ۵۷°۰′ شمالی ۶°۲۷′ غربی / ۵۷٫۰۰۰°شمالی ۶٫۴۵۰°غربی     | بریتانیا            | اسکاتلند - جزیرهٔ Rùm                                           |
| ۵۷°۰′ شمالی ۶°۱۵′ غربی / ۵۷٫۰۰۰°شمالی ۶٫۲۵۰°غربی     | دریای هبرید         |                                                                |
| ۵۷°۰′ شمالی ۵°۵۰′ غربی / ۵۷٫۰۰۰°شمالی ۵٫۸۳۳°غربی     | بریتانیا            | اسکاتلند                                                       |
| ۵۷°۰′ شمالی ۲°۱۰′ غربی / ۵۷٫۰۰۰°شمالی ۲٫۱۶۷°غربی     | دریای شمال          |                                                                |